# Shangma (sockenhuvudort i Kina, Liaoning Sheng, lat 41,78, long 124,15)
Shangma (kinesiska: 上马) är en sockenhuvudort i Kina. Den ligger i provinsen Liaoning, i den nordöstra delen av landet, omkring 62 kilometer öster om provinshuvudstaden Shenyang. Antalet invånare är 17 238. Befolkningen består av 8 285 kvinnor och 8 953 män. Barn under 15 år utgör 12,0 %, vuxna 15-64 år 77 %, och äldre över 65 år 10,0 %.
Runt Shangma är det ganska tätbefolkat, med 90 invånare per kvadratkilometer. Närmaste större samhälle är Qiandian, 17,5 km nordväst om Shangma. I omgivningarna runt Shangma växer i huvudsak blandskog.
Genomsnittlig årsnederbörd är 1 120 millimeter. Den regnigaste månaden är juli, med i genomsnitt 254 mm nederbörd, och den torraste är januari, med 9 mm nederbörd.